# Xanthomyrtus cardiophylla
Xanthomyrtus cardiophylla är en myrtenväxtart som beskrevs av Elmer Drew Merrill och Lily May Perry. Xanthomyrtus cardiophylla ingår i släktet Xanthomyrtus och familjen myrtenväxter. Inga underarter finns listade i Catalogue of Life.